# 石狩勇気
石狩 勇気（いしかり ゆうき、1981年1月27日 - ）は、日本の男性声優。リマックス所属。大阪府出身、東京都在住。

## 人物紹介
早稲田大学第一文学部卒業。
アミューズメントメディア総合学院声優学科卒業。
クイズを趣味としており、実際に解答者としてクイズ番組にも出場したこともある。
歴史や本、絵が好きで図書館や美術館、博物館によく行く。

## 出演
太字はメインキャラクター。

### テレビアニメ
2008年
- 星新一ショートショート ぼろ家の住人（TVディレクター）
- ヒャッコ（クラスメイト）

2009年
- 戦場のヴァルキュリア（帝国兵）

2011年
- 輪るピングドラム（大人）

2012年
- 戦国コレクション（客）

2013年
- 宇宙兄弟（マイク・デイビス、ジョセフ・トレンス）

2014年
- アカメが斬る!（側近、強化兵C、山賊A、鼻、村人 他）
- 四月は君の嘘（2014年 - 2015年、監督、実行委員）

2015年
- アルスラーン戦記（2015年 - 2016年、兵士） - 2シリーズ
- 食戟のソーマ（2015年 - 2019年、僧侶A、男子学生C、男子生徒B、男性事務員、セントラル職員 他） - 5シリーズ
- 落第騎士の英雄譚（生徒達、上級生、対戦者）

2016年
- Re:ゼロから始める異世界生活（2016年 - 2021年、文官、討伐隊、獣人、オットーの兄青年時代） - 2シリーズ / 2020年に第1期新編集版が放送
- Occultic;Nine -オカルティック・ナイン-（男子生徒B、男性）
- クラシカロイド（アーティスト）
- B-PROJECT シリーズ（2016年 - 2023年、フロアディレクター、カメラマン、助監督） - 2シリーズ
- ブブキ・ブランキ（生徒、ブブキ警官） - 2シリーズ

2017年
- 風夏（男子生徒）
- アイドル事変（大臣）
- 遊☆戯☆王VRAINS（デュエル部の部長、ハノイの騎士）
- 妖怪アパートの幽雅な日常（男子生徒、社員A、西山）
- 地獄少女 宵伽（先輩芸人）
- ゲーマーズ!（ライバルB）
- THE IDOLM@STER Prologue SideM -Episode of Jupiter-（スタッフ）
- 鬼灯の冷徹（八寒獄卒）
- キノの旅 -the Beautiful World- the Animated Series（若い男性）

2018年
- 斉木楠雄のΨ難（イケメン風男子、服屋の店長、ワル複数、サーカス団員B、宮部、松谷、阿部）
- 宇宙よりも遠い場所（館内放送、隊員）
- ハクメイとミコチ（クマバリ）
- 重神機パンドーラ（パイロット）
- ハイスクールD×D HERO（係員）
- グラゼニ（江連、関島） - 2シリーズ
- ガンダムビルドダイバーズ（黒猫団メンバー）
- ピアノの森（2018年 - 2019年、アルベルト） - 2シリーズ
- ハイスコアガール（男性B、神崎）
- 七星のスバル（天気予報士）
- 銀魂.（央国星兵士A、茶斗蘭星大使）
- やがて君になる（男子生徒）
- 抱かれたい男1位に脅されています。（田所洋市）
- ゴールデンカムイ（2018年 - 2020年、前山） - 2シリーズ
- 転生したらスライムだった件（2018年 - 2024年、ゴブチ、五大老B、貴族B） - 3シリーズ

2019年
- とある魔術の禁書目録III（美濃部）
- かぐや様は告らせたい〜天才たちの恋愛頭脳戦〜（2019年 - 2020年、ペス） - 2シリーズ
- ぼくたちは勉強ができない（男生徒B）
- とある科学の一方通行（DA兵、隊員）
- 戦姫絶唱シンフォギアXV（査察官）
- ヴィンランド・サガ（イングランド軍兵士）
- まちカドまぞく（2019年 - 2022年、声、ナレーション、ナゾ植物） - 2シリーズ
- 慎重勇者〜この勇者が俺TUEEEくせに慎重すぎる〜（トーヤ）
- あひるの空（2019年 - 2020年、不良、北住部員）
- バビロン（2019年 - 2020年、男性アナウンサー、護衛E）
- Fairy gone フェアリーゴーン（避難民）
- 星合の空（観客）

2020年
- ソマリと森の神様（旅人）
- とある科学の超電磁砲T（敵高男子）
- 歌舞伎町シャーロック（旦那）
- number24（後藤亜斗夢）
- ハクション大魔王2020（男性店員）
- グレイプニル（男子生徒）
- 炎炎ノ消防隊 弐ノ章（研究員）
- ダンジョンに出会いを求めるのは間違っているだろうかIII（冒険者、イケロス団員）
- 神様になった日（ピッチャー）
- ミュークルドリーミー（2020年 - 2021年、芸人A、男子A、エノキ田〆治、石膏像C） - 2シリーズ
- アイドリッシュセブン Second BEAT!（ドラマ監督）

2021年
- ホリミヤ（男子生徒）
- 2.43 清陰高校男子バレー部（福蜂部員）
- Dr.STONE（2021年 - 2025年、勧誘した若者、戦士、職員） - 3シリーズ
- 無職転生 〜異世界行ったら本気だす〜（ペルトコ）
- 転生したらスライムだった件 転スラ日記（ゴブチ）
- 86-エイティシックス-（講師、偵察部隊員） - 2シリーズ
- ましろのおと（梶チームメイトB）
- Vivy -Fluorite Eye's Song-（トァク2、システム音声、市民）
- カードファイト!! ヴァンガード overDress（2021年 - 2025年、リーダー、アナウンサー、ケビン、実況、実況アナウンサー 他） - 6シリーズ
- 魔法科高校の優等生（店長、男子生徒、一高男子生徒）
- 平穏世代の韋駄天達（敵兵士、兵士、ガチムチ4兄弟）
- NIGHT HEAD 2041（保安隊員A）
- ひぐらしのなく頃に卒（機動隊）
- EDENS ZERO（部下）
- 見える子ちゃん（化け物）

2022年
- 失格紋の最強賢者（試験官A、第一学園生徒A、傭兵C、亜魔族F、門番）
- ハコヅメ〜交番女子の逆襲〜（有田）
- 薔薇王の葬列（従者C）
- 現実主義勇者の王国再建記（傭兵）
- 処刑少女の生きる道（騎士）
- ワッチャプリマジ!（元老院）
- 境界戦機（トライヴェクタ職員）
- ヒーラー・ガール（玲美の父）
- 異世界おじさん（街の人）
- ブッチギレ!（男）
- RWBY 氷雪帝国（ロボット兵）
- はたらく魔王さま!!（マレブランケ）
- 後宮の烏（門番A、師父）
- 忍の一時（先生）
- 陰の実力者になりたくて!（2022年 - 2023年、男子生徒、騎士、観客、商人、傭兵 他） - 2シリーズ
- VAZZROCK THE ANIMATION（ナレーション）

2023年
- シュガーアップル・フェアリーテイル（観衆）
- イジらないで、長瀞さん 2nd Attack（男B）
- 虚構推理 Season2（晋〈回想〉）
- クールドジ男子（ナレーション）
- 贄姫と獣の王（染物屋、犬族の老人、議員A、隊長、選別隊隊員A 他）
- 山田くんとLv999の恋をする（リポーター、長岡）
- 機動戦士ガンダム 水星の魔女（プロスペラのスタッフ）
- SYNDUALITY Noir（2023年 - 2024年） - 2シリーズ
- BLEACH 千年血戦篇-訣別譚-（死神）
- 呪術廻戦 懐玉・玉折/渋谷事変（一般人）
- SHY（ハートマン）
- 新しい上司はど天然（車内アナウンス）
- 帰還者の魔法は特別です（教授、ベータ教師）
- アンデッドアンラック（ユニオン隊員）
- ビックリメン（セールスマン）

2024年
- 望まぬ不死の冒険者（衛兵）
- 明治撃剣-1874-（Katsuya Tokura、Fake Imperial Guard）
- ぶっちぎり?!（壱気連合）
- ニンジャラ（2024年 - 2025年、キーボード、巨大カッパ、客、助監督、ジェットスプラッシャー）
- 悪役令嬢レベル99 〜私は裏ボスですが魔王ではありません〜（ジェシカ父、グリーンドラゴン）
- 姫様“拷問”の時間です（さおだけ屋）
- WIND BREAKER（2024年 - 2025年） - 2シリーズ
- 転生したら第七王子だったので、気ままに魔術を極めます（貴族）
- Lv2からチートだった元勇者候補のまったり異世界ライフ（大臣3、武具屋主人）
- アイドルマスター シャイニーカラーズ（番組ディレクター）
- 魔法科高校の劣等生（店主）
- 異世界失格（転移者、トオルの部下）
- キミと僕の最後の戦場、あるいは世界が始まる聖戦 Season II（2024年 - 2025年、ホテルフロントスタッフ、秘書官、帝国兵）
- 異世界スーサイド・スクワッド（貴族B、店主）
- 時々ボソッとロシア語でデレる隣のアーリャさん（男子生徒、生徒）
- 2.5次元の誘惑（カメコ兄）
- 天穂のサクナヒメ（ヨモツガミ）
- 異世界ゆるり紀行 〜子育てしながら冒険者します〜（警らB）
- 魔導具師ダリヤはうつむかない（隊員A）
- 魔王軍最強の魔術師は人間だった（兵士D）
- ザ・ファブル（住人A）
- グレンダイザーU（官僚）
- アオのハコ（2024年 - 2025年、部員）
- トリリオンゲーム（2024年 - 2025年、男性客、オンライン仲間、男性スタッフ）
- ソードアート・オンライン オルタナティブ ガンゲイル・オンラインII（プレイヤー）
- 魔王2099（うどん屋店主）
- 君は冥土様。（八百屋さん）
- 村井の恋（男子生徒）
- やり直し令嬢は竜帝陛下を攻略中（部下C）

2025年
- FARMAGIA（ビーザ、ガトー、シーバン、ファング〈ファンキチ〉）
- SAKAMOTO DAYS（黒服、おっちゃん、武部）
- わたしの幸せな結婚
- グリザイア:ファントムトリガー（男B）
- どうせ、恋してしまうんだ。
- ちびまる子ちゃん（男の人）
- ババンババンバンバンパイア（酔っ払いオヤジ）
- 未ル わたしのみらい（男性）
- 神統記（テオゴニア）（ラグ村兵士）
- ウマ娘 シンデレラグレイ（実況）
- 九龍ジェネリックロマンス（配達員）
- 黒執事 -緑の魔女編-（人狼）
- 帝乃三姉妹は案外、チョロい。（才華学園生徒）
- カラオケ行こ!（Tシャツ）

### 劇場アニメ
- 宇宙兄弟#0（2014年、宗片）
- 曇天に笑う〈外伝〉 〜宿命、双頭の風魔〜（2018年、風魔）
- モンスターストライク THE MOVIE ソラノカナタ（2018年、助手）
- あんさんぶるスターズ!!-Road to Show!!-（2022年、ナレーション）
- RE:cycle of the PENGUINDRUM [後編] 僕は君を愛してる（2022年）
- 風都探偵 仮面ライダースカルの肖像（2024年、ホームレス）

### OVA
- 鬼灯の冷徹（2015年、客） - コミックス第19巻OAD付き限定版
- ハイスコアガール（2019年、神崎）
- アリス・ギア・アイギス 〜ドキッ！アクトレスだらけのマーメイドグランプリ♡〜（2021年、観客）

### Webアニメ
2000年代
- 幸せの青いモテリーマン（2009年）

2010年代
- モンストアニメ（2017年、客）

2020年代
- ゼノンザード THE ANIMATION（2020年、ビホルダー幹部B）
- 攻殻機動隊 SAC_2045（2020年、後輩オペレーター、警官C、背広の男）
- 極主夫道（2021年、販売員B）
- 月曜日のたわわ2（2021年、実況、上司、キャッチャー、神父）
- マサムネ - 使命の赤き刃 -（2023年、兵士）
- モンスターストライク エル 堕天の覚醒（2024年、隊員）
- タコピーの原罪（2025年、職員）

### ゲーム
2008年
- Xenepic Online（レイモンド）

2009年
- エンジェル戦記（ゴールンデンボア、クラーケン）
- ぷよぷよ7（ささきまぐろ）

2010年
- 龍が如く4 伝説を継ぐもの

2011年
- 謎惑館 〜音の間に間に〜（剣道部部長・並木）
- ぷよぷよ!! Puyopuyo 20th anniversary（ささきまぐろ）
- ロード オブ アポカリプス（主人公〈男声の1番、13番、17番〉）

2012年
- Angel love Online（アロン、アル、野営地隊長メーシ、戦斧のソーサ）

2013年
- ぷよぷよ!!クエスト（2013年 - 2022年、まぐろ、レガムント、ホウジョウ）

2014年
- キミ♥ドル 〜キミのアイドル〜（水灯勝治）
- ぷよぷよテトリス（ささきまぐろ）

2017年
- ニューダンガンロンパV3 みんなのコロシアイ新学期（ニュースキャスター）

2018年
- 聖剣伝説2 SECRET of MANA（ゲシュタール）
- JUDGE EYES:死神の遺言（ぷよぷよ 他）

2019年
- ファイトリーグ（クリス・オクスリー）
- モンスターストライク（ケズロイザー）

2020年
- 龍が如く7 光と闇の行方（粟野）
- ぷよぷよテトリス2（まぐろ、レガムント）

2021年
- 乱闘三国志 〜放置群英伝〜（嬴政）
- ジャックジャンヌ

2022年
- 機動戦士ガンダム 鉄血のオルフェンズG（社員）

2023年
- アーマード・コアVI ファイアーズオブルビコン
- 龍が如く7外伝 名を消した男

2024年
- アッシュエコーズ（曲観玄）

### ドラマCD
- 俺様ティーチャー（2012年、不良）
- ドラマCD「ぷよぷよ」 Vol.1・3・5（2012年 - 2014年、まぐろ、ナレーション 他） - 3作品
- THE IDOLM@STER SideM NEW STAGE EPISODE 14・15（2021年、社員、落語家） - 2作品

### オーディオブック
- 影踏み（2016年、滝川稔）
- のぼうの城（2017年、長束正家）

### 吹き替え

#### 映画
- アルティメット・サイクロン（ダンカン〈デヴォン・サワ〉）
- 1987、ある闘いの真実（カン刑事[47]）
- インデペンデンス・デイ2017（ゲッティ）
- ガンパウダー・ミルクシェイク（リッキー〈マイケル・スマイリー〉[48]）
- カンフー・モンスター（ブ・ハク〈バオ・ベイアル〉）
- キック・アス
- ゴールデン・ジョブ（マウス〈ジェリー・ラム〉[49]）
- ゴールデンスランバー（ジュホ〈チェ・ウシク〉）
- 五福星 ※吹替補完版[50]
- サード・パーソン
- ジャッキー・チェンの必殺鉄指拳（スリ〈ハン・クォーツァイ〉[51]）※BD新録版
- ジャングル ギンズバーグ19日間の軌跡（ケヴィン〈アレックス・ラッセル〉）
- 新感染 ファイナル・エクスプレス（キム代理[52]）
- 新少林寺/SHAOLIN（浄海〈余少群〉）
- 355（ヘロニモ[53]）
- 操作された都市（爆破少佐）
- ダニーのサクセス・セラピー（JD）
- ドラゴン・ブレイド（クーガー）
- 二人の王女（アジェナスム〈ユアン・ホン〉）
- フライング・ジョーズ（ノア）
- ブレア・ウィッチ（レーン）
- ブレイド・マスター（趙靖忠〈ニエ・ユエン〉）
- ぼくのエリ 200歳の少女（インミ）
- 魔界戦記 雪の精と闇のクリスタル（杜平〈バオ・ベイアル〉）
- ラスト・ムービースター（ダグ〈クラーク・デューク〉）
- リベンジ・フォー・ジョリー 愛犬のために撃て!（ダニー〈アダム・ブロディ〉）
- レジェンド・オブ・ヒドゥンタウン 隠市奇聞録（ション〈ツァイ・ペイチー〉）
- レジェンド・オブ・ヒドゥンタウン 妖舞炎奇譚（ション〈ツァイ・ペイチー〉）
- ロニートとエスティ 彼女たちの選択

#### ドラマ
- アイドゥ・アイドゥ 〜素敵な靴は恋のはじまり（イ・チュンベク〈シン・スンファン〉）
- 王の後宮（汪直〈パトリック・タム〉）
- イップ・マン（スー/阿寺〈宋洋〉）
- 賢后 衛子夫（漢武帝 / 劉徹〈レイモンド・ラム〉[54]）
- キャット 〜私のママは首相〜（ジャレッド）
- 絶対彼氏〜My Perfect Darling〜（スカイ）
- セルフリッジ 英国百貨店（ビクター・コレアノ〈トニー・トラヴァース〉）
- 朝鮮ガンマン（金丸 / 大谷亮平[55]）
- 初恋は初めてなので（ユン・テオ〈ジス〉）※Netflix版
- ハンムラビ法廷（チョン・ボワン〈リュ・ドックァン〉）※テレビ東京版
- 海雲台の恋人たち（カン・ミング）

#### アニメ
- チャギントン（2014年、ザック[56]）
- スーパーブック（2019年 - 2020年、トマス 他） - 2シーズン
- 羅小黒戦記 ぼくが選ぶ未来（2020年、ティエンジエ）
- 万聖街（2022年 - 2023年）
- 攻略うぉんてっど!〜異世界救います!?〜（2023年、ゲーム音声2、ゲーム音声、オオカミ、ゴブリン）

### ナレーション
- パチテレ!情報007 番組ナレーション
- パチンコ・パチスロ新台フラッシュナビ 番組ナレーション
- 東海道中ぱち栗毛 番組ナレーション
- オタフクソース ラジオCM
- 東京タワー ラジオCM
- QUIZ DEAD OR ALIVE（ニコニコチャンネルのクイズ番組） 問題ナレーション

### その他
- あたまソフトiPhone用アプリ『ニュースクイズ【時事力UP】 byクイズ研』（2011年、久伊豆好）
- 「魁!!クイズ塾」♯42（2018年10月18日）
- 矢場とんオリジナルアニメ『大須のぶーちゃん』（2019年、ボス[57] ほか）
- ボイスドラマ『夜桜さんちの大作戦』（2021年、モブスパイA）
- カラミティ・ジェーン SPECIAL MOVIE（2024年、悪党[58]）

## ディスコグラフィ

### キャラクターソング
- ぷよぷよヴォーカルトラックスvol.2（まぐろ）
  - 魅惑の視線（まぐろ）

### シリーズ一覧
1. ↑  第1期（2015年）、第2期『風塵乱舞』（2016年）
2. ↑  第1期（2015年）、第2期『弐ノ皿』（2016年）、第3期前半『餐ノ皿』（2017年）、第3期後半『餐ノ皿 遠月列車篇』（2018年）、第4期『神ノ皿』（2019年）
3. ↑  第1期（2016年）、第2期後半クール（2021年）
4. ↑  第1期『〜鼓動*アンビシャス〜』（2016年）、第3期『〜熱烈*ラブコール〜』（2023年）
5. ↑  第1期（2016年）、第2期『星の巨人』（2016年）
6. ↑  シーズン1（2018年）、シーズン2（2018年）
7. ↑  第1シリーズ（2018年）、第2シリーズ（2019年）
8. ↑  第二期（2018年）、第三期（2020年）
9. ↑  第1期（2018年）、第2期第1部（2021年）、第3期（2024年）
10. ↑  第1期（2019年）、第2期『かぐや様は告らせたい？〜天才たちの恋愛頭脳戦〜』（2020年）
11. ↑  第1期（2019年） 、第2期『2丁目』（2022年）
12. ↑  第1期（2020年 - 2021年）、第2期『みっくす！』（2021年）
13. ↑  第2期（2021年）、第3期『NEW WORLD』第1クール（2023年）、第4期『SCIENCE FUTURE』第1クール（2025年）
14. ↑  第1クール（2021年）、第2クール（2021年）
15. ↑  Season1（2021年）、続編『will+Dress』Season1（2022年）、続編『will+Dress』Season2（2023年）、続編『will+Dress』Season3（2023年）、続編『Divinez』Season1（2024年）、続編『Divinez』デラックス編（2025年）
16. ↑  1st season（2022年 - 2023年）、2nd season（2023年）
17. ↑  第1クール（2023年）、第2クール（2024年）
18. ↑  Season 1（2024年）、Season 2（2025年）